# Lennart Carlsson (Romanist)
Lennart Carlsson (* 16. März 1934 in Eskilstuna; † Mai 1991) war ein schwedischer Romanist und Sprachwissenschaftler.

## Leben und Werk
Carlsson machte Abitur in Eskilstuna und studierte in Uppsala, zuerst Latein, dann Romanistik. Er schloss 1956 ab, war Gymnasiallehrer und wurde Assistent von Bengt Hasselrot an der Universität Uppsala. Dort promovierte er 1966 mit der Arbeit Le degré de cohésion des groupes subst.+de+subst. en français contemporain, étudié d'après la place accordée à l'adjectif épithète. Avec examen comparatif des groupes correspondants de l'italien et de l'éspagnol (Uppsala 1966). Carlsson war (als Nachfolger seines Lehrers) von 1973 bis 1991 Professor in Uppsala (Nachfolgerin: Kerstin Jonasson). Er war der erste Professor für romanische Sprachen in Uppsala, der die sogenannte moderne Linguistik völlig akzeptierte. In dieser Hinsicht war er schon 1953 von seinem ersten Lehrer Göran Hammarström beeinflusst worden.

## Weitere Werke
- Le type C'est le meilleur livre qu'il ait jamais écrit, en espagnol, en italien et en français, Uppsala 1969
- (Hrsg.) Uppsala university 500 years. 6, Faculty of arts at Uppsala university. Linguistics and philology, Uppsala/Stockholm 1976
- (Hrsg.) Actes du 6e congrès des romanistes scandinaves : Upsal 11-15 août 1975, Uppsala 1977